# 한국해양조사협회
한국해양조사협회(韓國海洋調査協會, Korea Hydrography and Research Association)는 수로조사에 관한 기술·기준·제도를 연구·개발하고 해양에 관한 자료를 수집·제공함으로써 해상교통안전 및 해양자원의 개발·이용에 기여하기 위하여 설립된 재단법인이다. 서울특별시 금천구 가산디지털1로 70 호서대벤처타워 1305호에 위치하고 있다.

## 설립 근거
- 공간정보의 구축 및 관리 등에 관한 법률[1]

## 사업 내용
- 수로도서지의 제작·인쇄·보급
- 해양관련 자료의 개발·공급
- 해양관련 등에 관한 자료 정보의 수집·제공
- 조사장비의 검정 및 개선 연구
- 수로업무와 관련한 감리, 기술지도 및 성과심사
- 수로업무 관련 기술인력 양성을 위한 교재개발
- 수로업무에 관한 국제적 활동의 지원
- 해양관측시설물의 관리·운영
- 수로업무에 관한 DB구축, S/W 및 프로그램 개발, 시스템 통합 등 정보화 사업
- 그 밖의 협회 설립목적을 달성하기 위해 필요한 사업

## 연혁
- 2004년 2월 27일 재단법인 한국해양조사협회 설립허가 승인. 제1대 이석우 이사장 취임
- 2004년 7월 7일 제2대 조세연 이사장 취임
- 2005년 7월 1일 수로업무법에 협회 설립근거 명시
- 2006년 1월 31일 재단법인 한국해양조사협회에서 특수법인 한국해양조사협회로 전환
- 2007년 2월 27일 제3대 김창훈 이사장 취임
- 2007년 9월 10일 일본수로협회와 MOU 체결
- 2007년 11월 14일 영국 UKHO와 MOU 체결
- 2008년 5월 26일 노르웨이 수로국과 MOU 체결
- 2008년 12월 29일 제4대 한상배 이사장 취임
- 2009년 1월 30일 사무실 이전 (영등포구 당산동->금천구 가산동)
- 2011년 2월 21일 제5대 이재섭 이사장 취임
- 2012년 1월 15일 제6대 김영배 이사장 취임
- 2014년 1월 15일 제7대 김옥수 이사장 취임
- 2015년 2월 28일 기획재정부로부터 기타공공기관으로 지정
- 2015년 5월 21일 제8대 서기석 이사장 취임
- 2018년 1월 1일 제9대 진준호 이사장 취임
- 2021년 1월 1일 제10대 황준 이사장 취임
- 2024년 5월 13일 제11대 김백수 이사장 취임

## 조직

### 이사장
- 이사회
- 감사팀

#### 해양조사본부
- 품질관리실
- 관측시설관리팀
- 기준점관리팀

#### 항해정보본부
- 해도정보실
- 해도품질팀

#### 기술교육연구소
- 연구개발팀
- 교육훈련팀

#### 경영지원실
- 경영관리팀
- 경영기획팀

## 같이 보기
- 국토해양부
- 해양수산부
- 한국해양수산개발원
- 국립해양조사원
- 한국해양연구원
- 한국해양학위원회